# Gaute Ormåsen

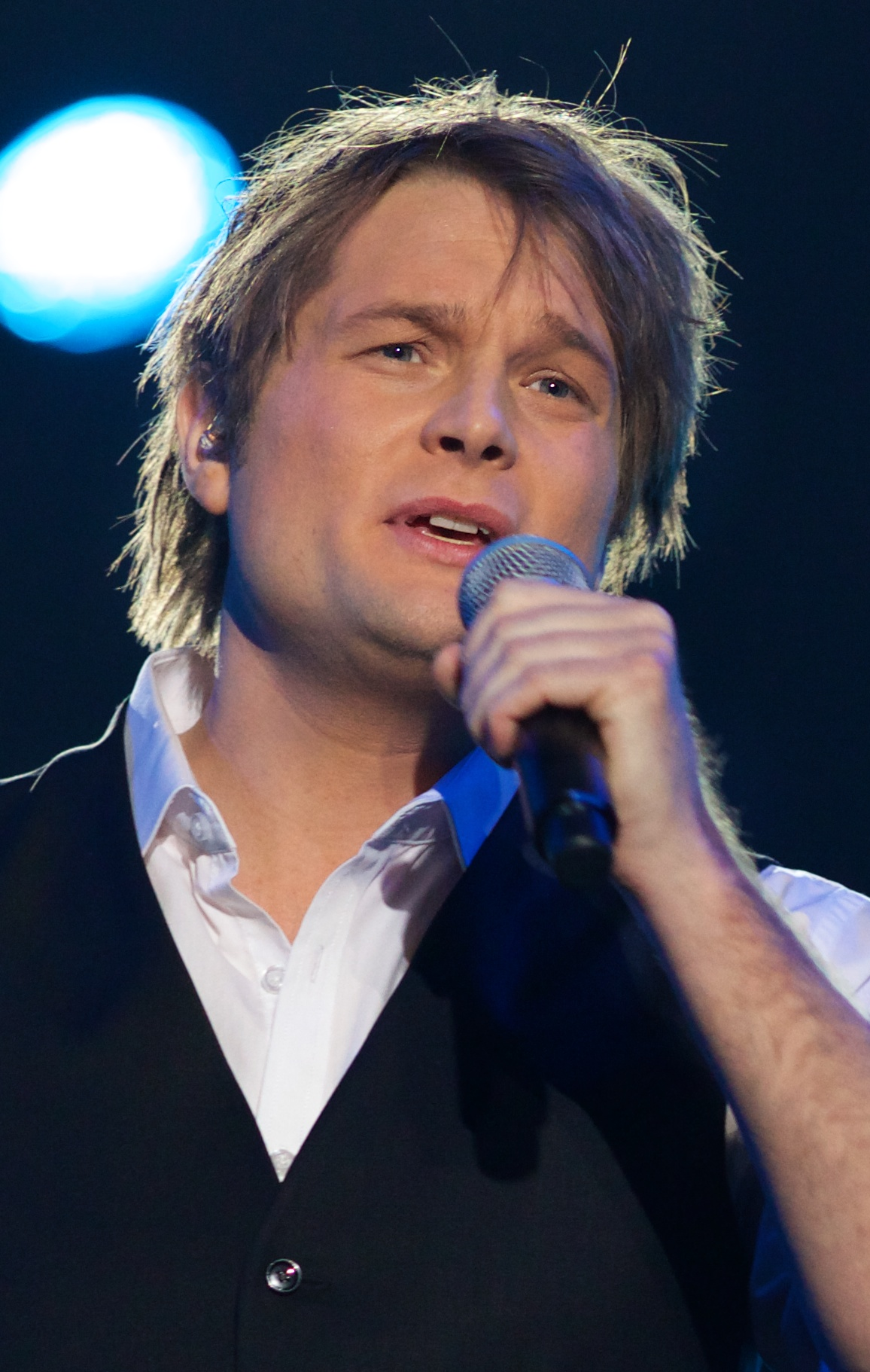
Gaute Ormåsen, 2013

Gaute Ormåsen (* 20. April 1983 in Brumunddal) ist ein norwegischer Sänger und Songwriter. Zeitweise trat er nur unter seinem Vornamen als Gaute auf. Erste Bekanntheit erlangte er durch seinen zweiten Platz in der Castingshow Idol im Jahr 2003. Ormåsen ist Teil des Duos Subwoolfer, das Norwegen beim Eurovision Song Contest 2022 vertrat.

## Leben
Ormåsen stammt aus der Stadt Brumunddal in der Kommune Ringsaker. Im Alter von 20 Jahren nahm er im Frühjahr 2003 an der ersten Staffel der Castingshow Idol teil. Dabei handelte es sich um einen norwegischen Ableger von Pop Idol. In der Show belegte er im Finale hinter Kurt Nilsen den zweiten Platz. Er erhielt nach seiner Teilnahme einen Vertrag beim Plattenlabel BMG. Mit seiner Debütsingle Chasing Rainbows konnte Ormåsen sich im gleichen Jahr auf dem ersten Platz der norwegischen Musikcharts platzieren. Sein Debütalbum New Kid In Town kam ebenfalls im Jahr 2003 heraus. Bei seinem 2006 erschienenen zweiten Album G for Gaute wechselte Ormåsen zu Liedern in norwegischer Sprache. Das im Album enthaltene Lied Kjærlighet er mer en forelskelse wurde zu einem von Ormåsens größten Hits. Gemeinsam mit Kim Bergseth schrieb er das Album Drømmesang, das 2008 erschien. Im Jahr 2008 spielte er mehrere Monate in der Seifenoper Hotel Cæsar mit. Im Herbst 2008 nahm er bei der bei TV 2 ausgestrahlten Tanzshow Skal vi danse teil.
Im Jahr 2010 erschien das Album Oss imellom, an dem er ebenfalls mit Kim Bergseth arbeitete. Gemeinsam mit Bergseth und Laila Samuelsen schrieb er auch das Lied Synk eller svøm. Mit dem Lied trat Ormåsen beim Melodi Grand Prix 2010, dem norwegischen Vorentscheid für den Eurovision Song Contest, an. Er konnte sich schließlich nicht für das MGP-Finale qualifizieren. Beim Melodi Grand Prix 2013 nahm Ormåsen ein zweites Mal am MGP teil. Dort trat er im Gegensatz zu seiner Teilnahme im Jahr 2010 mit einem englischsprachigen Beitrag auf. Seinen Wechsel zurück zum Englischen erklärte er unter anderem damit, dass es kein Alleinstellungsmerkmal mehr gewesen sei, in norwegischer Sprache zu singen. Mit dem Lied Awake gelang ihm im dritten Halbfinale als Dritter der Einzug ins Finale des Vorentscheids. Im MGP-Finale konnte er sich nicht unter den besten vier Teilnehmern platzieren. Ein im Dezember 2016 veröffentlichter Remix von Ormåsens Lied Kjærlighet er mer en forelskelse konnte im Jahr 2017 in die norwegischen Musikcharts einsteigen. Im Herbst 2017 nahm er an der beim Norsk rikskringkasting (NRK) ausgestrahlten Musikshow Stjernekamp teil. Dort wurde er Fünfter.
Ormåsen wurde mit der Zeit als Songwriter für Kinderlieder tätig. So schrieb er für Alvina – det venneløse trollet das Titellied Alvinas trollharmoni. Der Strophenteil des Liedes wurde später im 2020 von Robin Schulz veröffentlichten Werk In Your Eyes verarbeitet. Das Lied, das von der Sängerin Alida eingesungen wurde, konnte sich in mehreren Ländercharts platzieren. Auch der Refrain von Alvinas trollharmoni wurde zu einem neuen Lied verarbeitet. Der Musikproduzent Alan Walker verwendete ihn für das von Conor Maynard eingesungene Believers.

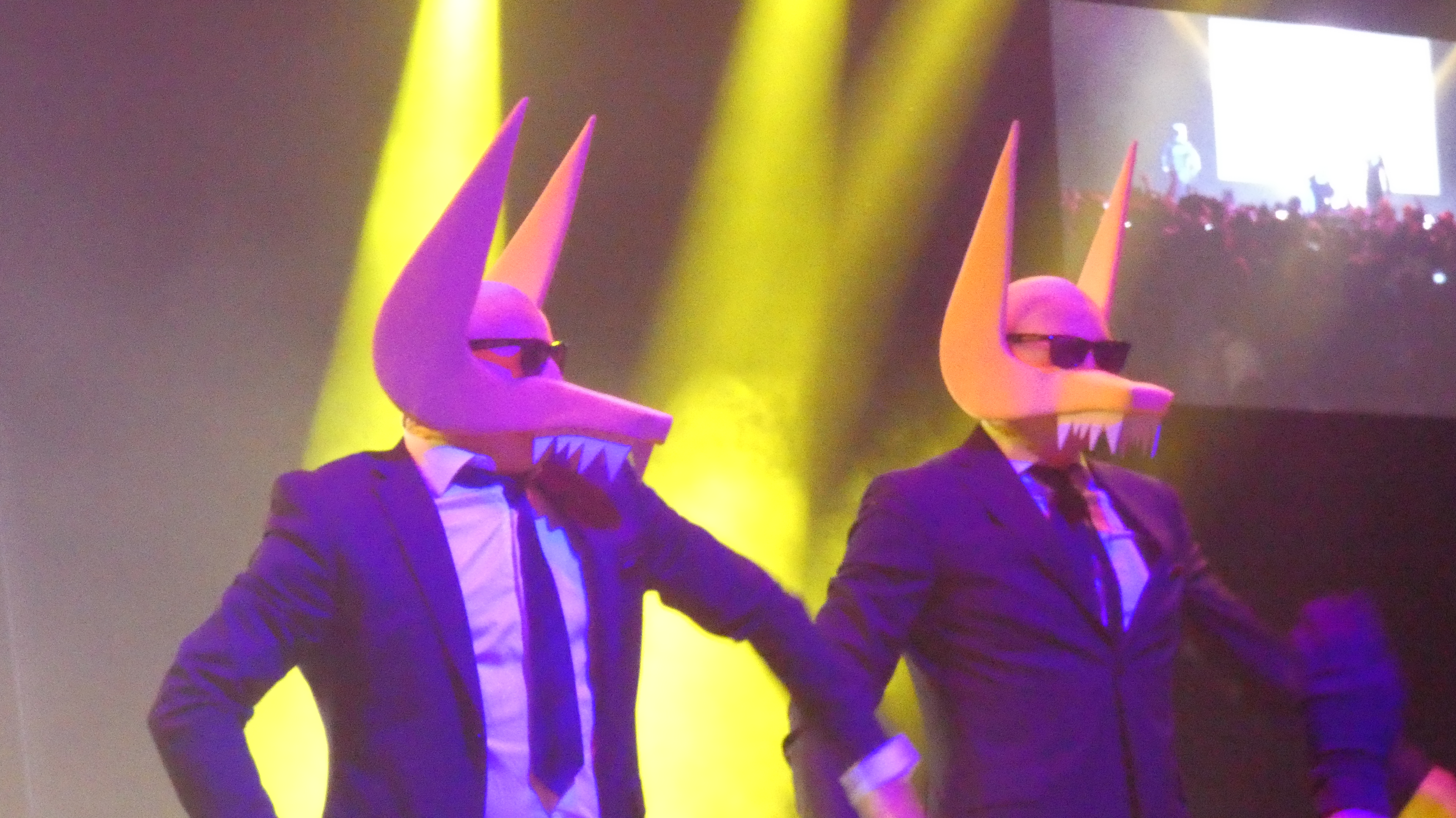
Subwoolfer bei einem Konzert, 2022

Nachdem es davor bereits länger gemutmaßt worden war, wurde im Finale des Melodi Grand Prix 2023 bekannt, dass Gaute Ormåsen gemeinsam mit Ben Adams das zuvor nur maskiert auftretende Duo Subwoolfer bildet. Das Duo gewann den Melodi Grand Prix 2022 und vertrat damit Norwegen beim Eurovision Song Contest 2022. Dort erreichte Subwoolfer mit dem Lied Give That Wolf a Banana den zehnten Platz. Am Melodi Grand Prix 2023 war Ormåsen zudem als Songwriter am von der Sängerin Maria Celin aufgeführten Lied Freya beteiligt. Beim Melodi Grand Prix 2024 war er als Songwriter und Sänger am von Erika Norwich und Super Rob gesungenen Lied My AI beteiligt. Ormåsen gab an, dass er aber bei den Live-Auftritten nicht im Roboter-Kostüm auftrat. Das Lied erreichte den dritten Platz beim Melodi Grand Prix und stieg in die norwegischen Singlecharts ein.

## Diskografie

### Alben
| Jahr | Titel           | Höchstplatzierung, Gesamtwochen, AuszeichnungChartsChartplatzierungen (Jahr, Titel, Platzierungen, Wochen, Auszeichnungen, Anmerkungen) | Anmerkungen |
| Jahr | Titel           | NO | Anmerkungen |
| ---- | --------------- | --- | ----------- |
| 2003 | New Kid In Town | NO2 Gold · (7 Wo.)NO |             |
| 2006 | G for Gaute     | NO9 Gold · (9 Wo.)NO |             |
| 2008 | Drømmesang      | NO17 (5 Wo.)NO |             |
| 2010 | Oss imellom     | NO37 (1 Wo.)NO |             |

### Singles
| Jahr | Titel Album                         | Höchstplatzierung, Gesamtwochen, AuszeichnungChartsChartplatzierungen (Jahr, Titel, Album, Platzierungen, Wochen, Auszeichnungen, Anmerkungen) | Anmerkungen                                                           |
| Jahr | Titel Album                         | NO | Anmerkungen                                                           |
| ---- | ----------------------------------- | --- | --------------------------------------------------------------------- |
| 2003 | Chasing Rainbows –                  | NO1 ×2Doppelplatin · (16 Wo.)NO |                                                                       |
| 2004 | Miss You When You’re Gone –         | NO12 (7 Wo.)NO |                                                                       |
| 2006 | Kjærlighet er mer enn forelskelse – | NO4 Platin · (13 Wo.)NO |                                                                       |
| 2017 | Kjærlighet er mer enn forelskelse – | NO13 ×2Doppelplatin · (10 Wo.)NO | Remix, LOKE feat. Gaute Ormåsen                                       |
| 2024 | My AI –                             | NO9 Gold · (5 Wo.)NO | Erstveröffentlichung: 5. Januar 2024 als Super Rob; mit Erika Norwich |

## Filmografie
- 2008: Hotel Cæsar (Fernsehserie)